# Marad

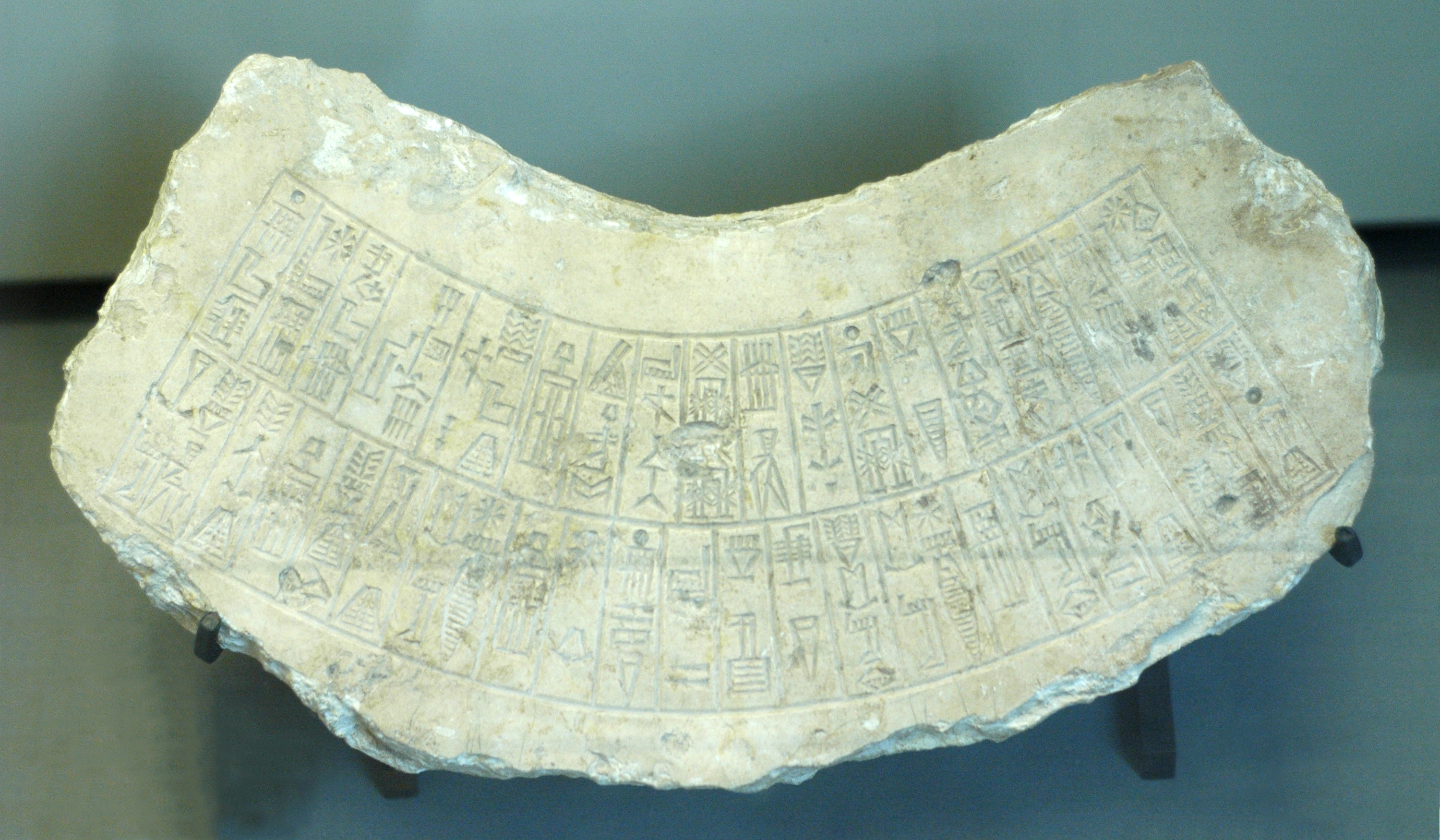
Inskrypcja Naram-Sina wzmiankująca budowę świątyni boga Lugal-Marada przez jego syna Lipit-ili; zbiory Luwru (AO 6782)

Marad, Marda (sum. már.daki lub marad.daki, akad. Marad) – starożytne miasto w południowej Mezopotamii, leżące ok. 50 km na południe od Kisz, mniej więcej w połowie drogi między Babilonem a Isin. Obecnie stanowisko archeologiczne Wana as-Sadoum (też Wana Sedoum) w północnowschodniej części muhafazy Al-Kadisijja w Iraku.

## Historia
Miasto Marad nie występuje w Sumeryjskiej liście królów, ale pojawia się w hymnach świątynnych z okresu wczesnodynastycznego. W inskrypcjach królewskich wymienione jest po raz pierwszy w inskrypcji akadyjskiego króla Manisztusu (ok. 2269–2255 p.n.e.) wyrytej na Obelisku Manisztusu. W czasie panowania Naram-Sina (2254–2218 p.n.e.) jego syn Lipit-ili był ensim w Marad i  wzniósł tam świątynię poświęconą Lugal-Marada – bogu opiekuńczemu tego miasta. Za rządów III dynastii z Ur (2113–2005 p.n.e.) miasto było stolicą jednej z prowincji. W XIX wieku p.n.e. powstało niewielkie amoryckie królestwo ze stolicą w Marad, którym rządzili tacy władcy, jak Sumu-ditan, Jamsi-El czy Sumu-Numhim. Miasto nie jest wspomniane w prologu do Kodeksu Hammurapiego, ale z jednej z formuł rocznych Hammurapiego (1792–1750 p.n.e.) wiemy, iż zostało ono przez niego zdobyte. W XVI–XII wieku p.n.e. Marad pozostawało pod rządami Kasytów, których władcy, jak Kadaszman-Enlil I (ok. 1374–1360 p.n.e.) czy Kadaszman-Turgu (ok. 1281–1264 p.n.e.), prowadzili w nim prace budowlane. Według Kroniki P za panowania kasyckiego króla Adad-szuma-usura (ok. 1216–1187 p.n.e.) Marad zdobyte i splądrowane być miało przez elamickiego króla Kiden-Hutrana w czasie jego najazdu na Babilonię. Kolejną informację o mieście znaleźć można w Asyryjskiej liście eponimów, która wspomina, iż w 770 roku p.n.e., za rządów asyryjskiego króla Aszur-dana III, miała miejsce wyprawa wojenna przeciw miastu Marad. Inny asyryjski król, Sennacheryb (704–681 p.n.e.), wymienia w swych rocznikach Marad pośród 33 twierdz chaldejskiego plemienia Bit-Dakkuri. Po upadku Asyrii miasto znalazło się w granicach państwa nowobabilońskiego (626–539 p.n.e.). Wiadomo, iż Nabuchodonozor II (604–562 p.n.e.) i Nabonid (556–539 p.n.e.) prowadzili tu prace budowlane przy świątyni boga Lugal-Marada. W Kronice Nabonida jest też wzmianka o tym, iż posągi boga Lugal-Marada i innych bogów z Marad przywożone były do Babilonu na obchody święta akitu, babilońskiego święta Nowego Roku.
Głównym bogiem opiekuńczym miasta Marad był bóg Ninurta czczony w mieście pod przydomkiem Lugal-Marada (sum. dlugal.marad.daki, tłum. „Król miasta Marad”) w świątyni E-igikalama (sum. é.igi.kalam.ma, tłum. „Dom – oko kraju”). W Marad znajdował się również zigurat o nazwie E-gangadudu oraz E-giguna – świątynia bogini Isztar.